# Stazione di Komuro
La stazione di Komuro (小室駅?, Komuro-eki) è una stazione ferroviaria della città di Funabashi, nella prefettura di Chiba, in Giappone. È servita dalla linea Hokusō, gestita dalla società Ferrovia Hokusō. Si trova all'interno di Chiba New Town.

## Linee
Ferrovie Hokusō
● Linea Hokusō

## Struttura
La stazione è realizzata in superficie, con fabbricato viaggiatore a ponte sopra il livello del ferro. I binari sono tre, con un marciapiede a isola e uno laterale, collegati al mezzanino da scale mobili e ascensori.
| 1   | ● Linea Hokusō | per Shin-Kamagaya, Higashi-Matsudo, Keisei Takasago, Ueno, Shinagawa, Haneda Aeroporto e Yokohama |
| 2-3 | ● Linea Hokusō | per Chiba-Newtown-Chūō, Inzai-Makinohara, Inba-Nihon-Idai e Narita Aeroporto                      |

## Stazioni adiacenti
| «            | Servizio                            | »                  |
| Linea Hokusō | Linea Hokusō                        | Linea Hokusō       |
| ------------ | ----------------------------------- | ------------------ |
| Shiroi       | Locale Espresso1 Espresso limitato2 | Chiba-Newtown-Chūō |

- 1: Solo treni provenienti da Tokyo
- 2: Solo treni diretti a Tokyo